# Балицький Віталій Вікторович
Віта́лій Ві́кторович Бали́цький (22 серпня 1978, Хмельницький, УРСР — 23 липня 2018, Хмельницький, Україна) — український футболіст, що виступав на позиції як захисника, так і півзахисника, після завершення виступів розпочав кар'єру тренера, працював у хмельницькому «Поділлі».

## Кар'єра гравця
Вихованець ДЮСШОР «Поділля» (Хмельницький). Перші тренери — Володимир Козеренко, В. А. Сендель, Р. Г. Саркісов. Віталій розпочинав кар'єру професійного футболіста 1995 року в «Темпі-Адвіс-2» з Шепетівки. У червні 1996 року відіграв чотири матчі за київський «ЦСКА-3» в чемпіонаті аматорів. Тоді повернувся в рідне місто і відіграв за «Поділля» перше коло в першій лізі. Закінчував сезон Віталій Балицький вже в ЦСКА-2. Наступного чемпіонату дебютував у Вищій лізі у складі ЦСКА (Київ). Після шести сезонів у складі «армійців» перебрався в російський чемпіонат. У сезоні 2004—2005 грав у румунському чемпіонаті. Завершив кар'єру гравця в рідному Хмельницькому у складі місцевого «Динамо».

## Кар'єра тренера
На початку 2011 року Віталій Балицький розпочав тренерську кар'єру у ДЮФК «Поділля». 2016 року очолював хмельницьке «Поділля» спочатку в чемпіонаті аматорів, а потім у другій лізі. Після виїзної поразки від вінницької «Ниви» перестав виконувати обов'язки головного тренера «Поділля», натомість став помічником нового наставника хмельничан.